# Taleta (paleontologia)
Taleta (il cui nome in arabo significa "tre") è un genere estinto di dinosauro hadrosauro arenysaurino vissuto nel Cretaceo superiore, circa 68–66 milioni di anni fa (Maastrichtiano), in quello che oggi è il bacino di Ouled Abdoun, in Marocco. Il genere contiene una singola specie, T. taleta, nota da due ossa della mascella. È il terzo membro del clade Arenysaurini rinvenuto in questa località, dopo Ajnabia e Minqaria.

## Scoperta e denominazione

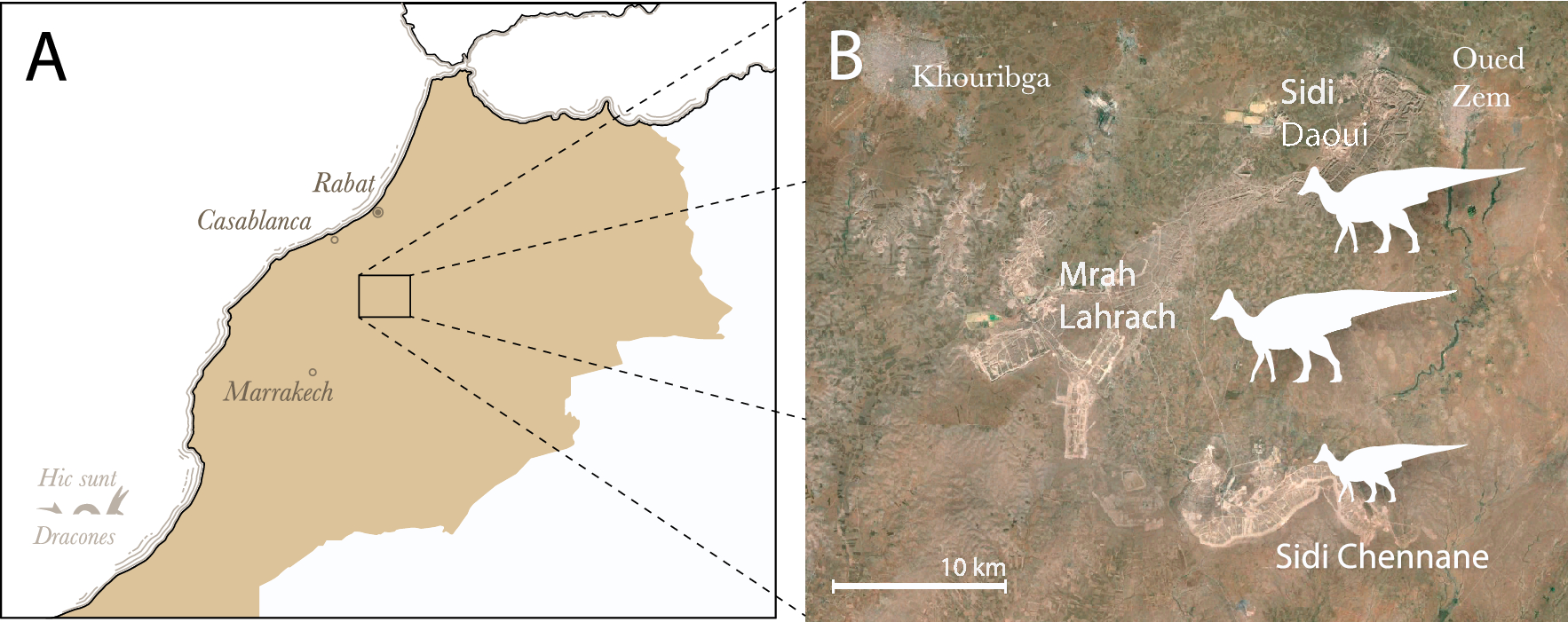
Località fossili di lambeosaurini marocchini. Taleta è stato ritrovata nella località Sidi Chennane.

L'esemplare olotipo di Taleta, MHNM.KH.1557, venne scoperto in uno strato del bacino di Oulad Abdoun (Couché III superiore, località di Sidi Chennane) in Marocco. L'esemplare è costituito da una mascella sinistra e destra parziali. Le ossa sono state rinvenute in associazione e presentano uno stato di conservazione e una morfologia comparabili, il che implica che provengano dallo stesso individuo.
Nel 2025, Nicholas Longrich e colleghi descrissero Taleta taleta come un nuovo genere e specie di hadrosauro lambeosaurino sulla base di questi resti fossili. Il nome del genere e della specie Taleta taleta derivano da una parola araba che significa "tre", riferendosi a Taleta come al terzo hadrosauro denominato dalla località tipo dopo Ajnabia e Minqaria.

## Descrizione
L'olotipo di Taleta appartiene a un hadrosauride di piccole dimensioni. Così conservata, la mascella destra incompleta è lunga 12,5 centimetri e include sedici alveoli, ma da completa potrebbe essere stata lunga fino a 17,5 centimetri, supportando 25 alveoli dentali. La mascella sinistra è meno completa, a 8 centimetri di lunghezza, generalmente sovrapposta alla sua controparte destra. L'olotipo è simile per dimensioni ai coevi Ajnabia e Minqaria, quest'ultima è stata stimata ad una lunghezza completa di 3,5 metri. La consistenza ossea delle mascelle suggerisce che l'olotipo appartenga probabilmente a un individuo maturo. Mentre la mascella di Taleta dimostra caratteristiche anatomiche paragonabili a entrambi i suoi contemporanei, presenta anche diversi tratti unici che supportano la sua distinzione. In particolare, i denti sono particolarmente grandi, il che presumibilmente comporta una riduzione del numero di denti nella mascella.

## Classificazione
Nella loro analisi filogenetica, Longrich et al. (2025) hanno recuperato Taleta all'interno del clade Lambeosaurinae. Il genere è stato collocato in un Arenysaurini scarsamente risolto, un clade contenente anche i coevi Ajnabia e Minqaria. Questi risultati sono mostrati nel cladogramma sottostante. Gli autori hanno osservato che l'olotipo di Taleta condivide alcune caratteristiche solo con Ajnabia, o solo con Minqaria. Tuttavia, esibisce anche tratti anatomici plesiomorfi (condizione ancestrale). Ciò potrebbe indicare che Ajnabia e Minqaria erano più strettamente imparentati tra loro di quanto non lo fossero con Taleta.
|  | Parasaurolophini |
|  |                  |
|  | Lambeosaurini    |
|  |                  |

|  | Adynomosaurus                                                                 |
|  |                                                                               |
|  | Arenysaurus                                                                   |
|  |                                                                               |
|  | arenysauro di Basturs Poble                                                   |
|  |                                                                               |
|  | Blasisaurus                                                                   |
|  |                                                                               |
|  | Canardia                                                                      |
|  |                                                                               |
|  | Koutalisaurus                                                                 |
|  |                                                                               |
|  | Pararhabdodon                                                                 |
|  |                                                                               |
|  | arenysauro di Serrat del Rostiar                                              |
|  |                                                                               |
|  | \| \| Ajnabia \| \| \| \| \| \| Minqaria \| \| \| \| \| \| Taleta \| \| \| \| |
|  |                                                                               |
|  | Ajnabia                                                                       |
|  |                                                                               |
|  | Minqaria                                                                      |
|  |                                                                               |
|  | Taleta                                                                        |
|  |                                                                               |

|  | Ajnabia  |
|  |          |
|  | Minqaria |
|  |          |
|  | Taleta   |
|  |          |

|  | Parasaurolophini |
|  |                  |
|  | Lambeosaurini    |
|  |                  |

|  | Adynomosaurus                                                                 |
|  |                                                                               |
|  | Arenysaurus                                                                   |
|  |                                                                               |
|  | arenysauro di Basturs Poble                                                   |
|  |                                                                               |
|  | Blasisaurus                                                                   |
|  |                                                                               |
|  | Canardia                                                                      |
|  |                                                                               |
|  | Koutalisaurus                                                                 |
|  |                                                                               |
|  | Pararhabdodon                                                                 |
|  |                                                                               |
|  | arenysauro di Serrat del Rostiar                                              |
|  |                                                                               |
|  | \| \| Ajnabia \| \| \| \| \| \| Minqaria \| \| \| \| \| \| Taleta \| \| \| \| |
|  |                                                                               |
|  | Ajnabia                                                                       |
|  |                                                                               |
|  | Minqaria                                                                      |
|  |                                                                               |
|  | Taleta                                                                        |
|  |                                                                               |

|  | Ajnabia  |
|  |          |
|  | Minqaria |
|  |          |
|  | Taleta   |
|  |          |

|  | Parasaurolophini |
|  |                  |
|  | Lambeosaurini    |
|  |                  |

|  | Adynomosaurus                                                                 |
|  |                                                                               |
|  | Arenysaurus                                                                   |
|  |                                                                               |
|  | arenysauro di Basturs Poble                                                   |
|  |                                                                               |
|  | Blasisaurus                                                                   |
|  |                                                                               |
|  | Canardia                                                                      |
|  |                                                                               |
|  | Koutalisaurus                                                                 |
|  |                                                                               |
|  | Pararhabdodon                                                                 |
|  |                                                                               |
|  | arenysauro di Serrat del Rostiar                                              |
|  |                                                                               |
|  | \| \| Ajnabia \| \| \| \| \| \| Minqaria \| \| \| \| \| \| Taleta \| \| \| \| |
|  |                                                                               |
|  | Ajnabia                                                                       |
|  |                                                                               |
|  | Minqaria                                                                      |
|  |                                                                               |
|  | Taleta                                                                        |
|  |                                                                               |

|  | Ajnabia  |
|  |          |
|  | Minqaria |
|  |          |
|  | Taleta   |
|  |          |

|  | Parasaurolophini |
|  |                  |
|  | Lambeosaurini    |
|  |                  |

|  | Adynomosaurus                                                                 |
|  |                                                                               |
|  | Arenysaurus                                                                   |
|  |                                                                               |
|  | arenysauro di Basturs Poble                                                   |
|  |                                                                               |
|  | Blasisaurus                                                                   |
|  |                                                                               |
|  | Canardia                                                                      |
|  |                                                                               |
|  | Koutalisaurus                                                                 |
|  |                                                                               |
|  | Pararhabdodon                                                                 |
|  |                                                                               |
|  | arenysauro di Serrat del Rostiar                                              |
|  |                                                                               |
|  | \| \| Ajnabia \| \| \| \| \| \| Minqaria \| \| \| \| \| \| Taleta \| \| \| \| |
|  |                                                                               |
|  | Ajnabia                                                                       |
|  |                                                                               |
|  | Minqaria                                                                      |
|  |                                                                               |
|  | Taleta                                                                        |
|  |                                                                               |

|  | Ajnabia  |
|  |          |
|  | Minqaria |
|  |          |
|  | Taleta   |
|  |          |

|  | Parasaurolophini |
|  |                  |
|  | Lambeosaurini    |
|  |                  |

|  | Adynomosaurus                                                                 |
|  |                                                                               |
|  | Arenysaurus                                                                   |
|  |                                                                               |
|  | arenysauro di Basturs Poble                                                   |
|  |                                                                               |
|  | Blasisaurus                                                                   |
|  |                                                                               |
|  | Canardia                                                                      |
|  |                                                                               |
|  | Koutalisaurus                                                                 |
|  |                                                                               |
|  | Pararhabdodon                                                                 |
|  |                                                                               |
|  | arenysauro di Serrat del Rostiar                                              |
|  |                                                                               |
|  | \| \| Ajnabia \| \| \| \| \| \| Minqaria \| \| \| \| \| \| Taleta \| \| \| \| |
|  |                                                                               |
|  | Ajnabia                                                                       |
|  |                                                                               |
|  | Minqaria                                                                      |
|  |                                                                               |
|  | Taleta                                                                        |
|  |                                                                               |

|  | Ajnabia  |
|  |          |
|  | Minqaria |
|  |          |
|  | Taleta   |
|  |          |

|  | Parasaurolophini |
|  |                  |
|  | Lambeosaurini    |
|  |                  |

|  | Adynomosaurus                                                                 |
|  |                                                                               |
|  | Arenysaurus                                                                   |
|  |                                                                               |
|  | arenysauro di Basturs Poble                                                   |
|  |                                                                               |
|  | Blasisaurus                                                                   |
|  |                                                                               |
|  | Canardia                                                                      |
|  |                                                                               |
|  | Koutalisaurus                                                                 |
|  |                                                                               |
|  | Pararhabdodon                                                                 |
|  |                                                                               |
|  | arenysauro di Serrat del Rostiar                                              |
|  |                                                                               |
|  | \| \| Ajnabia \| \| \| \| \| \| Minqaria \| \| \| \| \| \| Taleta \| \| \| \| |
|  |                                                                               |
|  | Ajnabia                                                                       |
|  |                                                                               |
|  | Minqaria                                                                      |
|  |                                                                               |
|  | Taleta                                                                        |
|  |                                                                               |

|  | Ajnabia  |
|  |          |
|  | Minqaria |
|  |          |
|  | Taleta   |
|  |          |

|  | Parasaurolophini |
|  |                  |
|  | Lambeosaurini    |
|  |                  |

|  | Adynomosaurus                                                                 |
|  |                                                                               |
|  | Arenysaurus                                                                   |
|  |                                                                               |
|  | arenysauro di Basturs Poble                                                   |
|  |                                                                               |
|  | Blasisaurus                                                                   |
|  |                                                                               |
|  | Canardia                                                                      |
|  |                                                                               |
|  | Koutalisaurus                                                                 |
|  |                                                                               |
|  | Pararhabdodon                                                                 |
|  |                                                                               |
|  | arenysauro di Serrat del Rostiar                                              |
|  |                                                                               |
|  | \| \| Ajnabia \| \| \| \| \| \| Minqaria \| \| \| \| \| \| Taleta \| \| \| \| |
|  |                                                                               |
|  | Ajnabia                                                                       |
|  |                                                                               |
|  | Minqaria                                                                      |
|  |                                                                               |
|  | Taleta                                                                        |
|  |                                                                               |

|  | Ajnabia  |
|  |          |
|  | Minqaria |
|  |          |
|  | Taleta   |
|  |          |

|  | Parasaurolophini |
|  |                  |
|  | Lambeosaurini    |
|  |                  |

|  | Adynomosaurus                                                                 |
|  |                                                                               |
|  | Arenysaurus                                                                   |
|  |                                                                               |
|  | arenysauro di Basturs Poble                                                   |
|  |                                                                               |
|  | Blasisaurus                                                                   |
|  |                                                                               |
|  | Canardia                                                                      |
|  |                                                                               |
|  | Koutalisaurus                                                                 |
|  |                                                                               |
|  | Pararhabdodon                                                                 |
|  |                                                                               |
|  | arenysauro di Serrat del Rostiar                                              |
|  |                                                                               |
|  | \| \| Ajnabia \| \| \| \| \| \| Minqaria \| \| \| \| \| \| Taleta \| \| \| \| |
|  |                                                                               |
|  | Ajnabia                                                                       |
|  |                                                                               |
|  | Minqaria                                                                      |
|  |                                                                               |
|  | Taleta                                                                        |
|  |                                                                               |

|  | Ajnabia  |
|  |          |
|  | Minqaria |
|  |          |
|  | Taleta   |
|  |          |

|  | Parasaurolophini |
|  |                  |
|  | Lambeosaurini    |
|  |                  |

|  | Adynomosaurus                                                                 |
|  |                                                                               |
|  | Arenysaurus                                                                   |
|  |                                                                               |
|  | arenysauro di Basturs Poble                                                   |
|  |                                                                               |
|  | Blasisaurus                                                                   |
|  |                                                                               |
|  | Canardia                                                                      |
|  |                                                                               |
|  | Koutalisaurus                                                                 |
|  |                                                                               |
|  | Pararhabdodon                                                                 |
|  |                                                                               |
|  | arenysauro di Serrat del Rostiar                                              |
|  |                                                                               |
|  | \| \| Ajnabia \| \| \| \| \| \| Minqaria \| \| \| \| \| \| Taleta \| \| \| \| |
|  |                                                                               |
|  | Ajnabia                                                                       |
|  |                                                                               |
|  | Minqaria                                                                      |
|  |                                                                               |
|  | Taleta                                                                        |
|  |                                                                               |

|  | Ajnabia  |
|  |          |
|  | Minqaria |
|  |          |
|  | Taleta   |
|  |          |

|  | Parasaurolophini |
|  |                  |
|  | Lambeosaurini    |
|  |                  |

|  | Adynomosaurus                                                                 |
|  |                                                                               |
|  | Arenysaurus                                                                   |
|  |                                                                               |
|  | arenysauro di Basturs Poble                                                   |
|  |                                                                               |
|  | Blasisaurus                                                                   |
|  |                                                                               |
|  | Canardia                                                                      |
|  |                                                                               |
|  | Koutalisaurus                                                                 |
|  |                                                                               |
|  | Pararhabdodon                                                                 |
|  |                                                                               |
|  | arenysauro di Serrat del Rostiar                                              |
|  |                                                                               |
|  | \| \| Ajnabia \| \| \| \| \| \| Minqaria \| \| \| \| \| \| Taleta \| \| \| \| |
|  |                                                                               |
|  | Ajnabia                                                                       |
|  |                                                                               |
|  | Minqaria                                                                      |
|  |                                                                               |
|  | Taleta                                                                        |
|  |                                                                               |

|  | Ajnabia  |
|  |          |
|  | Minqaria |
|  |          |
|  | Taleta   |
|  |          |

|  | Parasaurolophini |
|  |                  |
|  | Lambeosaurini    |
|  |                  |

|  | Adynomosaurus                                                                 |
|  |                                                                               |
|  | Arenysaurus                                                                   |
|  |                                                                               |
|  | arenysauro di Basturs Poble                                                   |
|  |                                                                               |
|  | Blasisaurus                                                                   |
|  |                                                                               |
|  | Canardia                                                                      |
|  |                                                                               |
|  | Koutalisaurus                                                                 |
|  |                                                                               |
|  | Pararhabdodon                                                                 |
|  |                                                                               |
|  | arenysauro di Serrat del Rostiar                                              |
|  |                                                                               |
|  | \| \| Ajnabia \| \| \| \| \| \| Minqaria \| \| \| \| \| \| Taleta \| \| \| \| |
|  |                                                                               |
|  | Ajnabia                                                                       |
|  |                                                                               |
|  | Minqaria                                                                      |
|  |                                                                               |
|  | Taleta                                                                        |
|  |                                                                               |

|  | Ajnabia  |
|  |          |
|  | Minqaria |
|  |          |
|  | Taleta   |
|  |          |

|  | Parasaurolophini |
|  |                  |
|  | Lambeosaurini    |
|  |                  |

|  | Adynomosaurus                                                                 |
|  |                                                                               |
|  | Arenysaurus                                                                   |
|  |                                                                               |
|  | arenysauro di Basturs Poble                                                   |
|  |                                                                               |
|  | Blasisaurus                                                                   |
|  |                                                                               |
|  | Canardia                                                                      |
|  |                                                                               |
|  | Koutalisaurus                                                                 |
|  |                                                                               |
|  | Pararhabdodon                                                                 |
|  |                                                                               |
|  | arenysauro di Serrat del Rostiar                                              |
|  |                                                                               |
|  | \| \| Ajnabia \| \| \| \| \| \| Minqaria \| \| \| \| \| \| Taleta \| \| \| \| |
|  |                                                                               |
|  | Ajnabia                                                                       |
|  |                                                                               |
|  | Minqaria                                                                      |
|  |                                                                               |
|  | Taleta                                                                        |
|  |                                                                               |

|  | Ajnabia  |
|  |          |
|  | Minqaria |
|  |          |
|  | Taleta   |
|  |          |

|  | Parasaurolophini |
|  |                  |
|  | Lambeosaurini    |
|  |                  |

|  | Adynomosaurus                                                                 |
|  |                                                                               |
|  | Arenysaurus                                                                   |
|  |                                                                               |
|  | arenysauro di Basturs Poble                                                   |
|  |                                                                               |
|  | Blasisaurus                                                                   |
|  |                                                                               |
|  | Canardia                                                                      |
|  |                                                                               |
|  | Koutalisaurus                                                                 |
|  |                                                                               |
|  | Pararhabdodon                                                                 |
|  |                                                                               |
|  | arenysauro di Serrat del Rostiar                                              |
|  |                                                                               |
|  | \| \| Ajnabia \| \| \| \| \| \| Minqaria \| \| \| \| \| \| Taleta \| \| \| \| |
|  |                                                                               |
|  | Ajnabia                                                                       |
|  |                                                                               |
|  | Minqaria                                                                      |
|  |                                                                               |
|  | Taleta                                                                        |
|  |                                                                               |

|  | Ajnabia  |
|  |          |
|  | Minqaria |
|  |          |
|  | Taleta   |
|  |          |

|  | Parasaurolophini |
|  |                  |
|  | Lambeosaurini    |
|  |                  |

|  | Adynomosaurus                                                                 |
|  |                                                                               |
|  | Arenysaurus                                                                   |
|  |                                                                               |
|  | arenysauro di Basturs Poble                                                   |
|  |                                                                               |
|  | Blasisaurus                                                                   |
|  |                                                                               |
|  | Canardia                                                                      |
|  |                                                                               |
|  | Koutalisaurus                                                                 |
|  |                                                                               |
|  | Pararhabdodon                                                                 |
|  |                                                                               |
|  | arenysauro di Serrat del Rostiar                                              |
|  |                                                                               |
|  | \| \| Ajnabia \| \| \| \| \| \| Minqaria \| \| \| \| \| \| Taleta \| \| \| \| |
|  |                                                                               |
|  | Ajnabia                                                                       |
|  |                                                                               |
|  | Minqaria                                                                      |
|  |                                                                               |
|  | Taleta                                                                        |
|  |                                                                               |

|  | Ajnabia  |
|  |          |
|  | Minqaria |
|  |          |
|  | Taleta   |
|  |          |

|  | Parasaurolophini |
|  |                  |
|  | Lambeosaurini    |
|  |                  |

|  | Adynomosaurus                                                                 |
|  |                                                                               |
|  | Arenysaurus                                                                   |
|  |                                                                               |
|  | arenysauro di Basturs Poble                                                   |
|  |                                                                               |
|  | Blasisaurus                                                                   |
|  |                                                                               |
|  | Canardia                                                                      |
|  |                                                                               |
|  | Koutalisaurus                                                                 |
|  |                                                                               |
|  | Pararhabdodon                                                                 |
|  |                                                                               |
|  | arenysauro di Serrat del Rostiar                                              |
|  |                                                                               |
|  | \| \| Ajnabia \| \| \| \| \| \| Minqaria \| \| \| \| \| \| Taleta \| \| \| \| |
|  |                                                                               |
|  | Ajnabia                                                                       |
|  |                                                                               |
|  | Minqaria                                                                      |
|  |                                                                               |
|  | Taleta                                                                        |
|  |                                                                               |

|  | Ajnabia  |
|  |          |
|  | Minqaria |
|  |          |
|  | Taleta   |
|  |          |

|  | Parasaurolophini |
|  |                  |
|  | Lambeosaurini    |
|  |                  |

|  | Adynomosaurus                                                                 |
|  |                                                                               |
|  | Arenysaurus                                                                   |
|  |                                                                               |
|  | arenysauro di Basturs Poble                                                   |
|  |                                                                               |
|  | Blasisaurus                                                                   |
|  |                                                                               |
|  | Canardia                                                                      |
|  |                                                                               |
|  | Koutalisaurus                                                                 |
|  |                                                                               |
|  | Pararhabdodon                                                                 |
|  |                                                                               |
|  | arenysauro di Serrat del Rostiar                                              |
|  |                                                                               |
|  | \| \| Ajnabia \| \| \| \| \| \| Minqaria \| \| \| \| \| \| Taleta \| \| \| \| |
|  |                                                                               |
|  | Ajnabia                                                                       |
|  |                                                                               |
|  | Minqaria                                                                      |
|  |                                                                               |
|  | Taleta                                                                        |
|  |                                                                               |

|  | Ajnabia  |
|  |          |
|  | Minqaria |
|  |          |
|  | Taleta   |
|  |          |

## Paleoecologia

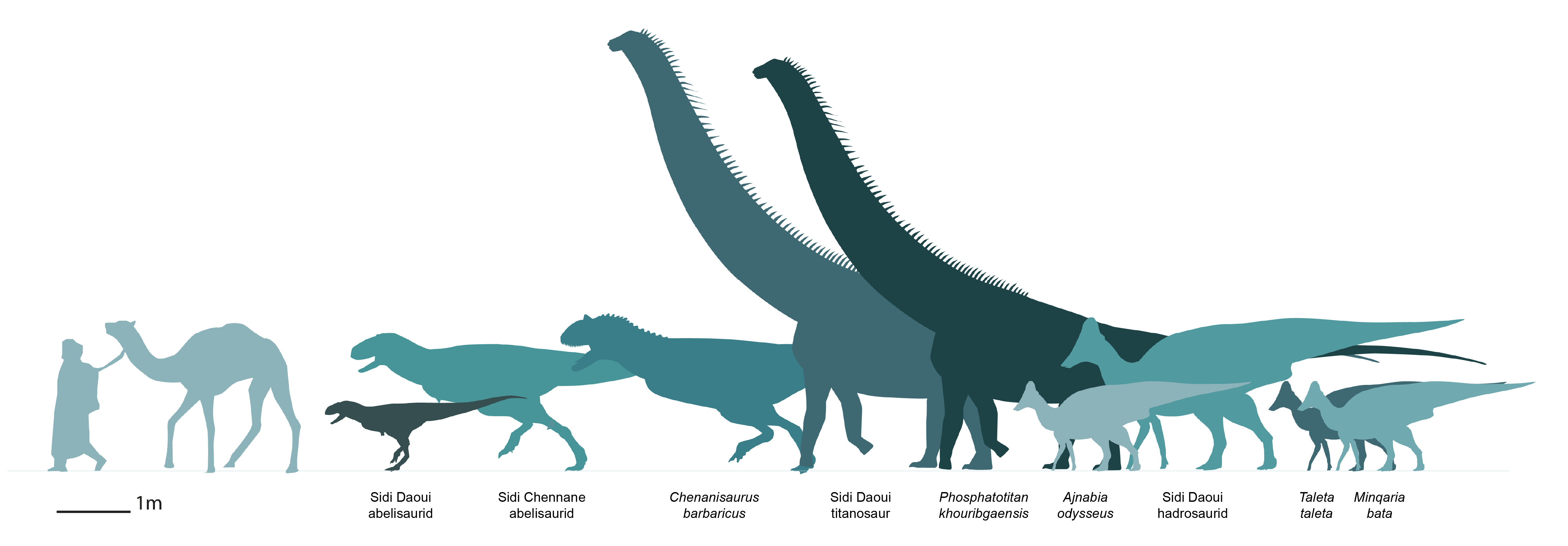
Dinosauri del tardo Maastrichtiano del Marocco, tra cui Minqaria, Ajnabia, Chenanisaurus e diversi esemplari ancora non descritti

L'olotipo di Taleta venne recuperato dai fosfati del bacino di Ouled Abdoun, nel Marocco centro-settentrionale. Questi fosfati rappresentano un ambiente marino vicino alla costa, dominato da resti di squali, pesci, tartarughe, coccodrilli, mosasauri, plesiosauri e pterosauri. All'interno del bacino i dinosauri sono molto meno comuni, tuttavia, i resti ritrovati indicano la presenza di almeno tre hadrosauridi, tra cui i contemporanei arenysaurini Ajnabia e Minqaria, il grande abelisauride Chenanisaurus, altri due abelisauridi potenzialmente distinti di dimensioni più piccole, e un titanosauro ideterminato. La presenza di fossili di lambeosaurini marocchini appartenenti a individui di varie dimensioni, compreso l'olotipo di Taleta, indicano che gli hadrosauri erano presenti e relativamente abbondanti all'interno di questo ecosistema. Questi dinosauri sarebbero vissuti alla fine del Cretaceo superiore (tardo Maastrichtiano), circa 1 milione di anni prima del confine K-Pg e dell'impatto dell'asteroide Chicxulub che segnò la fine dell'era dei dinosauri.

### Paleobiogeografia

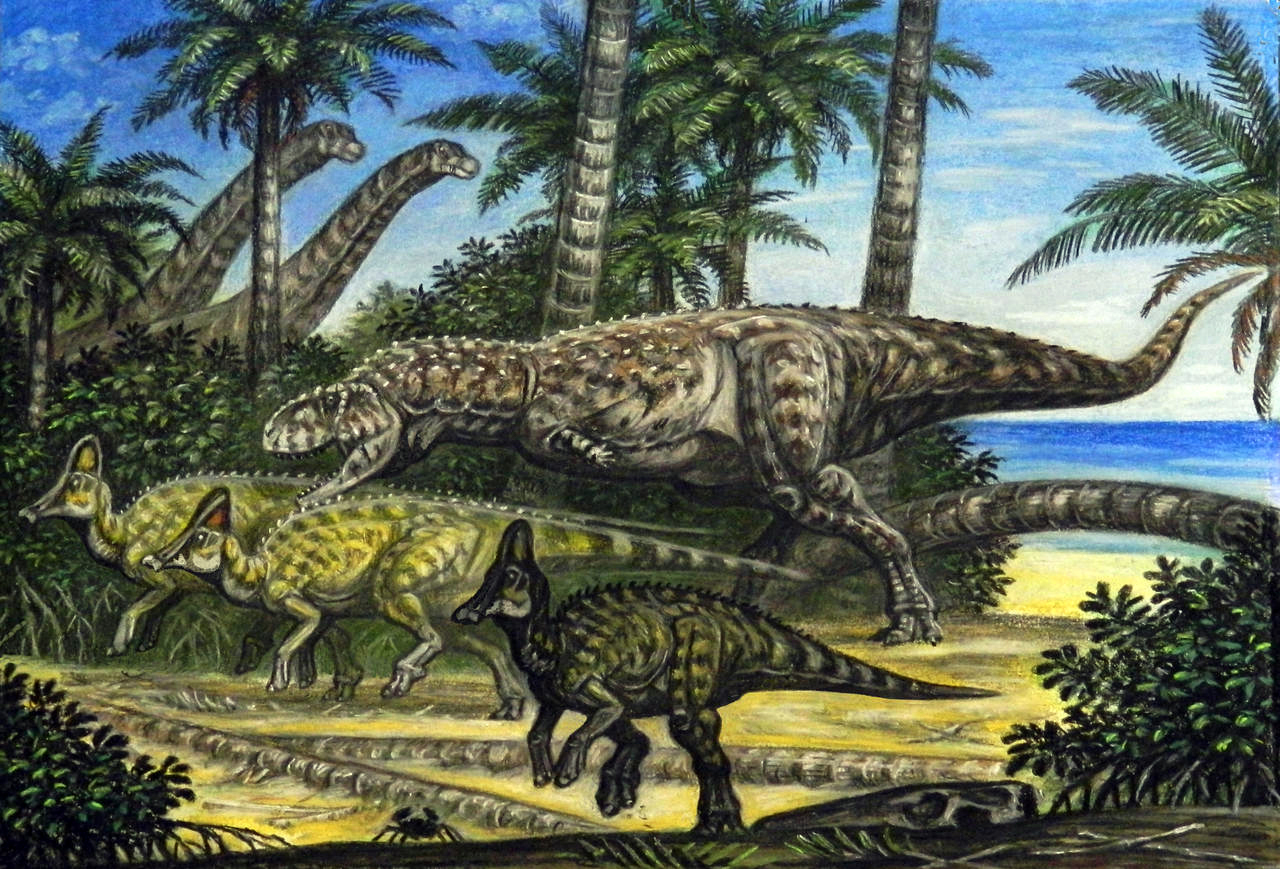
Ricostruzione di un Chenanisaurus mentre caccia un gruppo di Ajnabia

Gli hadrosauri, l'iconico gruppo tassonomico a cui è assegnato Taleta, sono un gruppo di dinosauri erbivori estremamente di successo che dominarono la fauna dinosauriana in tutti i continenti. Tuttavia, prima della descrizione di Ajnabia nel 2021, nessun hadrosauride è mai stato rinvenuto in Africa; i loro parenti lambeosaurini più stretti, gli Arenysaurini, sono tutti conosciuti dall'Europa. Data questa posizione tassonomica e le ricostruzioni dei continenti e dei mari del Cretaceo superiore, la dispersione oceanica tra Europa e Nord Africa è considerata l'unica spiegazione praticabile per la presenza di hadrosauri come Taleta, Minqaria e Ajnabia in Africa. Sebbene per la distribuzione degli hadrosauri europei sia stata presa in considerazione la dispersione oceanica, non si possono escludere la presenza di ponti di terra intermittenti come mezzo di dispersione. La barriera più importante tra Europa e Africa era posta dall'oceano che sommergeva l'Europa, caratterizzato da acque profonde, il che rende Ajnabia una prova molto più forte di questo fenomeno, poiché le condizioni variabili potrebbero ridurre il divario ma non colmarlo del tutto. Ulteriori prove della dispersione oceanica come modello per la dispersione dei lambeosauri consistono anche nella mancanza di uno scambio faunistico più completo tra i luoghi, previsto dalla dispersione via ponti di terra. Possibili mezzi di dispersione includono il nuoto, la deriva o il rafting (in cui gli animali vengono trasportati sopra detriti galleggianti o vegetazione). Il rafting è considerato improbabile per un animale di grandi dimensioni, ma è possibile che i giovani hadrosauri possano aver raggiunto l'Africa in questo modo.

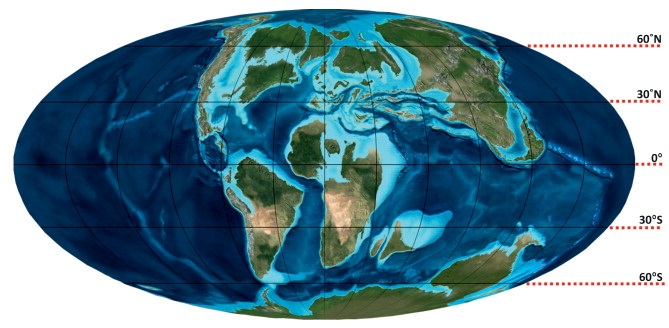
Mappa globale del Cretaceo superiore; i continenti meridionali "Gondwanani" divergevano e il Nord Africa era un'isola

Più in generale, la fauna maastrichtiana dell'ecosistema nordafricano abitato da Taleta sembra biogeograficamente legato più alle faune gondwanane, cioè a quelle dei continenti meridionali che costituivano il Gondwana, che a quelle dell'Europa e degli altri continenti laurasiani dell'emisfero settentrionale, che costituivano la Laurasia. Mentre Laurasia è caratterizzata dalla presenza di tirannosauridi e coelurosauri erbivori, la fauna del Gondwana era dominata dai grandi titanosauri erbivori, mentre il ruolo di superpredatori era rivestito dagli abelisauri, come osservato in Marocco. Nonostante ciò, si nota un grado di endemismo, simile a quello di altri continenti gondwaniani. Un piccolo abelisauro della regione di Sidi Daoui è diverso da quelli presenti in Sud America o in India, ma potrebbe essere correlato a forme nordafricane risalenti al Cretaceo inferiore o ad abelisauri di dimensioni simili in Europa; allo stesso modo, Chenanisaurus potrebbe rappresentare un lignaggio distinto da altri abelisauri conosciuti. Viceversa, altri animali gondwanani presenti in Sud America, come i parankylosauri, gli unenlagiini, gli elasmari e i megaraptoridi non sono documentati in Africa. Questo endemismo è spiegato dalla frammentazione dell'ex supercontinente gondwaniano in masse continentali sempre più distanti, che hanno portato alla distinzione delle faune ancestralmente legate dei diversi continenti meridionali. Anche all'interno del continente africano, la presenza di una via marittima trans-sahariana che collegava l'oceano Tetide dell'Europa al Golfo di Guinea potrebbe aver isolato la fauna dell'Africa settentrionale dalle porzioni più meridionali del continente, come i siti fossiliferi in Kenya sembrerebbero indicare, e lo stesso Marocco potrebbe essere stato un'isola.